# Graphocephala punctulata
Graphocephala punctulata är en insektsart som beskrevs av Victor Antoine Signoret 1853. Graphocephala punctulata ingår i släktet Graphocephala och familjen dvärgstritar. Inga underarter finns listade i Catalogue of Life.